# 陳獻章
陳獻章（1428年—1500年），字公甫，号石斋，一作實齋，廣東新會縣會城都会乡（今江門市新會區會城街道）人，后迁居白沙乡，世称白沙先生，明朝書法家、詩人、教育家、思想家，為嶺南學派創始人。是嶺南唯一詔准從祀孔廟的學者，有「嶺南第一人」、「廣東第一大儒」的稱譽。曾自製以新會圭峰山長成的硬朗的茅草為材料的茅龍筆，字體蒼勁有力，別具風格。

## 生平

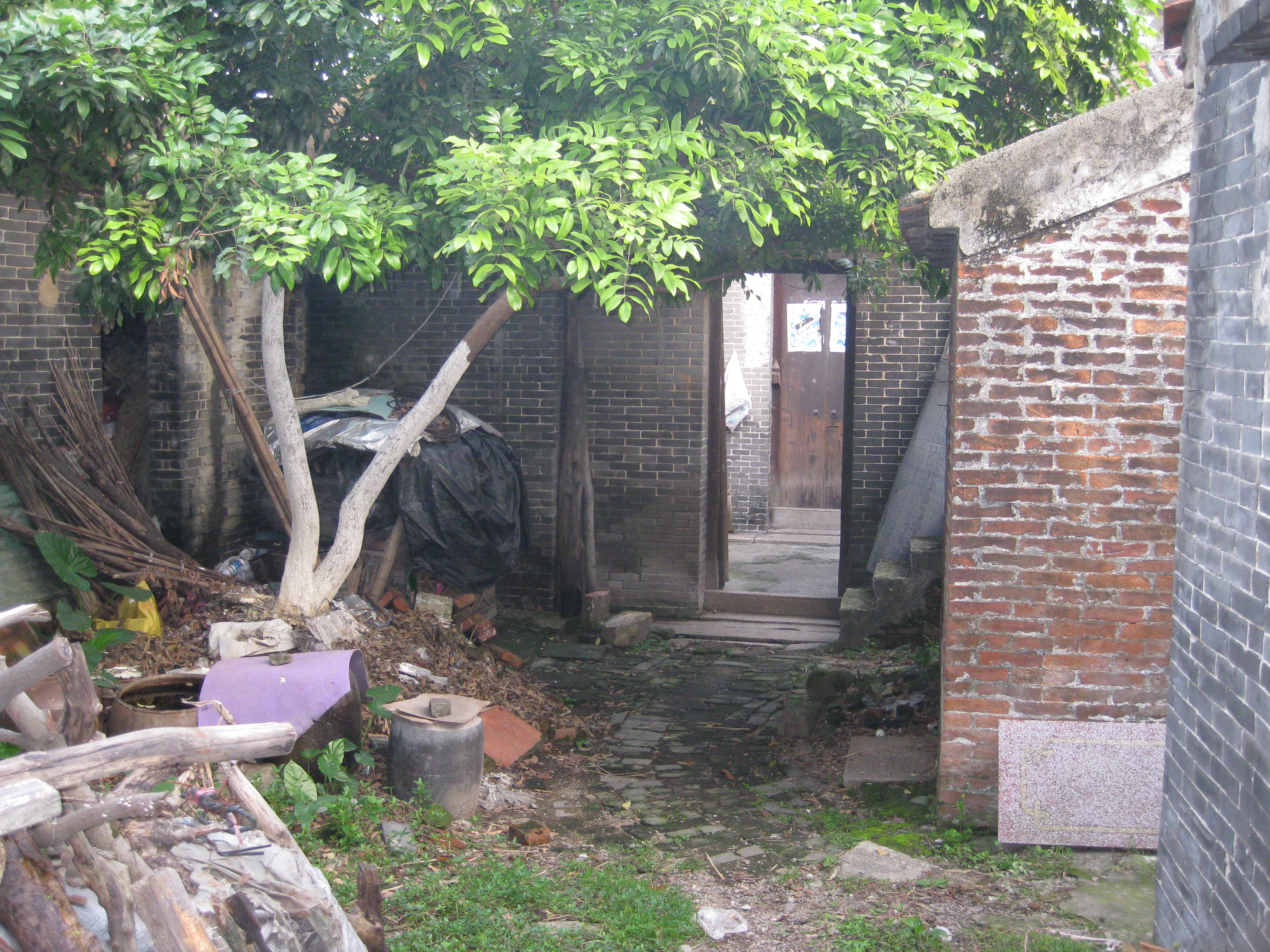
陈白沙故居，位於都会乡三多里三十号

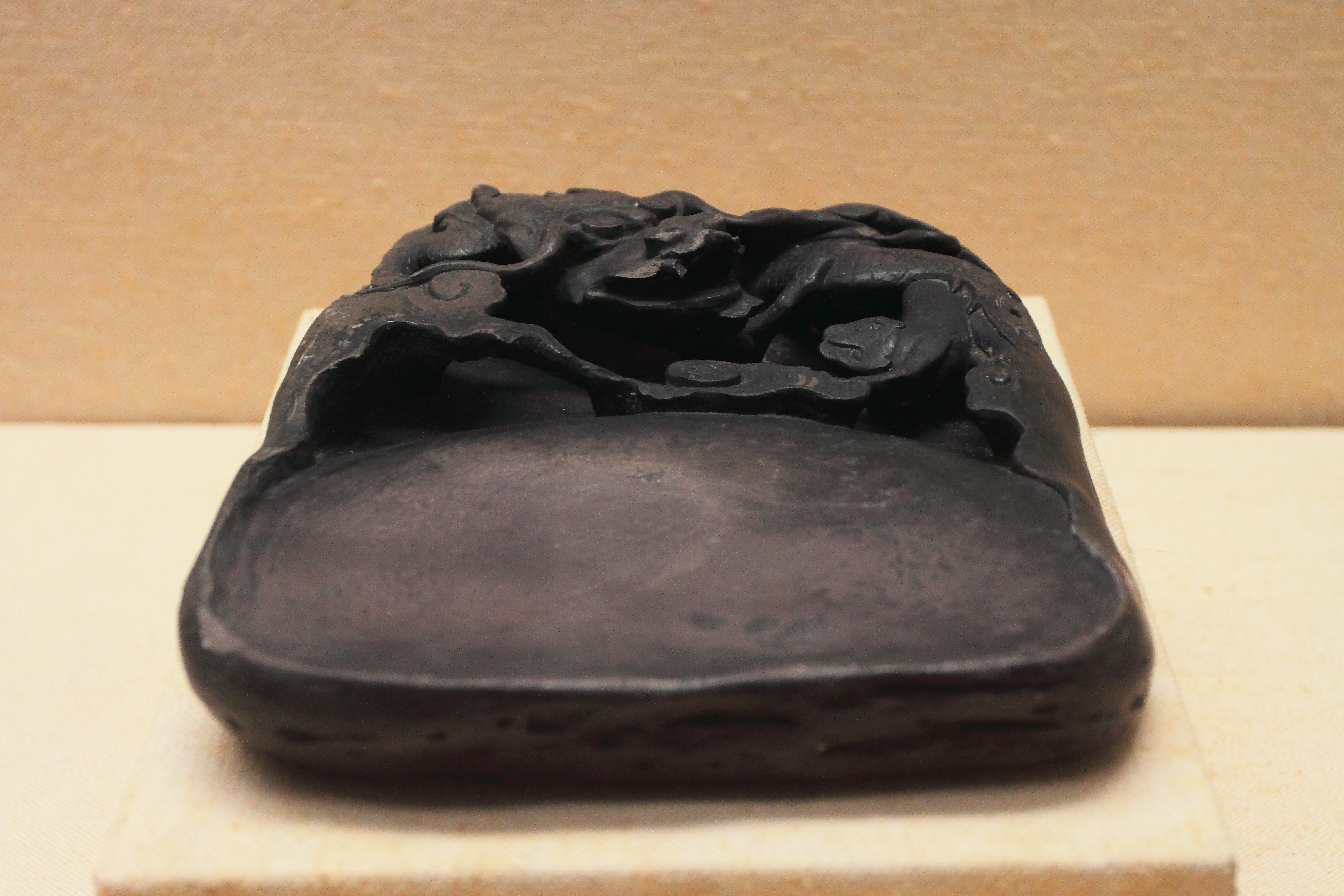
龙虎斗砚，明，宋坑石，背刻“砚田”，落款“献章”，传为陈献章使用过的砚台，广东省博物馆藏

### 苦學志道
陳獻章早年信奉程朱理學。正統九年（1444年）舉廣東鄉試第九名。正統十二年（1447年），參加禮部會試，中副榜，入國子監讀書。後兩赴禮部不第，來到江西，師從著名學者吳與弼。半年後歸里，困學知變，居白沙里，築陽春台苦讀，為了減少外界的干擾，家人在牆壁鑿小洞，飲食衣物，均由此洞遞進。此期間不接見賓客，「窮盡天下古今典籍，旁及釋老稗官小說」，遂超脫程朱矩矱，「學宗自然」，與莊子接近。天順八年（1464年），三十九歲後進京，深得國子監祭酒邢讓賞識，「颺言於朝以為真儒復出，由是名震京師。」

### 傳道授業
成化元年（1465年），陳獻章經過十餘年的勤學，靜坐冥思，舍繁取約，把握心與理吻合的關鍵，這年春天，決定在春陽臺設館教學(新會圭峰山有白沙講學亭)。教學理論：一、先靜坐，後讀書；二、多自學，少灌輸；三、勤思考，取精義；四、重疑問，求真知；五、詩引教，哲入詩。並編就《戒色歌》、《戒戲歌》、《戒懶文》等幾首詩歌作為座右銘。「諸弟子，聽訓誨：日就月將莫懶怠。舉筆從頭寫一篇，貼向座右為警誡。」

### 宦海沉浮
成化二年（1466年），陳獻章經順德縣知縣錢溥規勸，趁憲宗試禮施教，整頓朝綱，考取功名，為社稷效力。於是決定再上京師，再遊太學。成化五年（1469年），參加戊辰科考，考得副榜（等於備取生），後在吏部衙門當個日捧案牘、抄繕校核、封發遞送的低級小吏。此後幾次參加會試，皆因奸臣弄權，而應考失敗。

### 嶺南學派
成化十九年（1483年），陳獻章以一篇《乞終養疏》感動憲宗，獲准他回歸養母，贈「翰林院檢討」。陳返回故里，一心研究哲理，重振教壇，名聲因此遠播，各方學者都紛紛前來要求執弟子之禮，入學受教。陳獻章設教十餘年，許多學生得益於他的教誨，成為朝廷的棟樑柱石，於是形成「嶺南學派」。

### 從祀孔廟
弘治十三年（1500年），陳獻章病逝於故里，終年72歲。
萬曆二年（1574年），朝廷下詔建家祠于白沙鄉，並賜額聯及祭文肖像。額曰「崇正堂」，聯曰：「道傳孔孟三千載，學紹程朱第一支。」萬曆十二年（1584年），詔准從祀孔廟，諡文恭 。

## 家族
高祖父陳判鄉，新會石頭陳判鄉之兄弟，高祖母湯氏。曾祖父陳東源，曾祖母葉氏。祖父陳朝昌，字永盛，號渭川先生，祖母呂氏。父親陳琮，字懷瑾，號樂芸居士。母林化，麻園林康耕之女。兄陳獻文。
孫陳畹。

## 著述

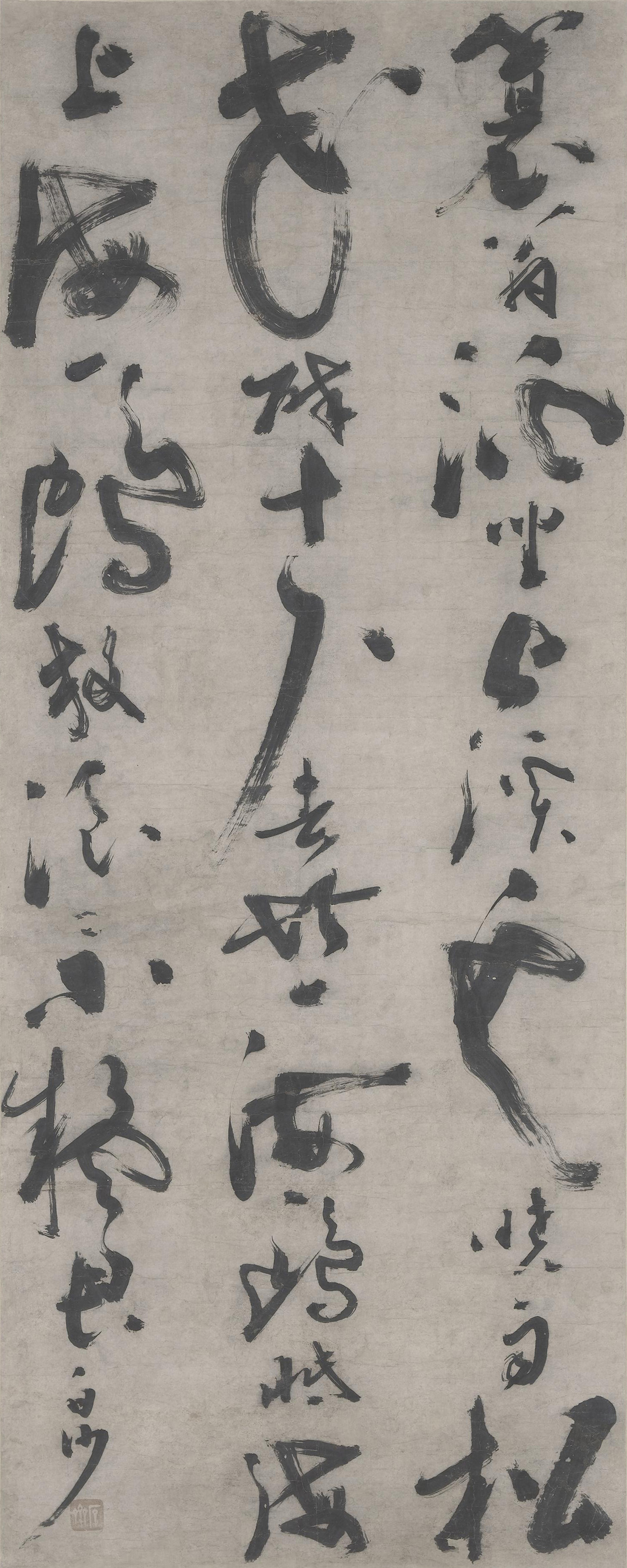
陈献章草书七言绝句

- 《白沙詩教解》。
- 《白沙集》。

## 思想
陳獻章遭逢明朝中葉的亂象，歷經王振弄權（1435年）、土木之變（1449年）、明英宗奪門之變復辟（1457年）等社會動亂。一生清貧，都御史鄧廷纘曾令番禺縣每月給他米一石，陳拒不接受，說自己“有田二頃，耕之足矣”。又有按察使花了巨金買園林豪宅送他，他亦不受。陳獻章的入學法門是「以靜為主」，「端坐澄心，於靜中養出端倪。」獻章創立了嶺南第一個頗具影響的學術流派——岭南學派。其弟子有湛若水、梁儲、李承箕、林緝熙、張詡、賀欽、陳茂烈、容一之、羅服週、潘漢、葉宏、謝佑、林廷瓛等。

## 詩作
- 辛丑元旦戲筆

酒杯不與年顔老，詩思還隨物候新。

分外不加毫末事，意中長滿十分春。

棲棲竹几眠看客，處處桃符寫似人。

除却東風花鳥句，更將何事答洪鈞。

- 元夕

欲將斗柄作垂鈎，髙掛銀蟾照九州。

皇帝萬年臨宇宙，羣黎無處不歌謳。

兩間和氣氤氲合，五色卿雲爛漫浮。

一曲昇平人盡樂，老夫林下更何求。

- 詠鶴

孤山赤壁兩茫茫，疎栁江邊一草堂。

塵世事多黄髮老，仙禽真對縞衣郎。

風傳蕙帳聲猶裊，月落芝田影漸長。

却怕茶烟生一縷，等閒飛去碧沙旁。

- 懷古

五斗之粟可以生，折腰殆非賢所能。

即生斯世須妨俗，莫道前身不是僧。

廬阜社中期滚滚，潯陽菊畔醉騰騰。

南山歌罷悠然句，誰續先生五字燈。

## 評價
- 黃宗羲：「有明之學，至白沙始入精微，其吃緊工夫全在涵養，喜恕未發而非空，萬感交集而不動，至陽明而至大」，「獨開門戶，超然不凡。」「先生之學，以虛為基本，以靜為門戶，以四方上下往古來今穿紐湊合為匡郭。以日用常行為殊為功用，以勿忘勿助之間為體認之則，以未當致力面應用不為實得。」[3]
- 《明史》：「獻章之學，以靜為主。其教學者，但令端坐澄心，於靜中養出端倪。或勸之著述，不答。嘗自言曰：『吾年二十七，始從吳聘君學，于古聖賢之書無所不講，然未知入處。比歸白沙，專求用力之方，亦卒未有得。於是舍繁求約，靜坐久之，然後見吾心之體隱然呈露，日用應酬隨吾所欲，如馬之禦勒也。』其學灑然獨得，論者謂有鳶飛魚躍之樂，而蘭溪姜麟至以為『活孟子』云。」[4]
- 章太炎：「明代學者和宋儒厘然獨立，自成體系，則自陳白沙始」。
- 游潛：「陳徵士獻章作詩脫略凡近，其書法得於心，隨筆點畫，自成一家」。[5]
- 繆天綬：「在這個因循蹈襲的空氣彌漫一時的時候，而白沙獨擺脫一切，前無古人，後無來者。」
- 杜定友：「在學術上卓然成家，樹立嶺學之大業的，首推陳獻章白沙先生。他實為廣東文化之匠宗，其門人湛甘泉若水，更發揚而光大之，與王陽明分庭抗禮。」[6]

## 紀念

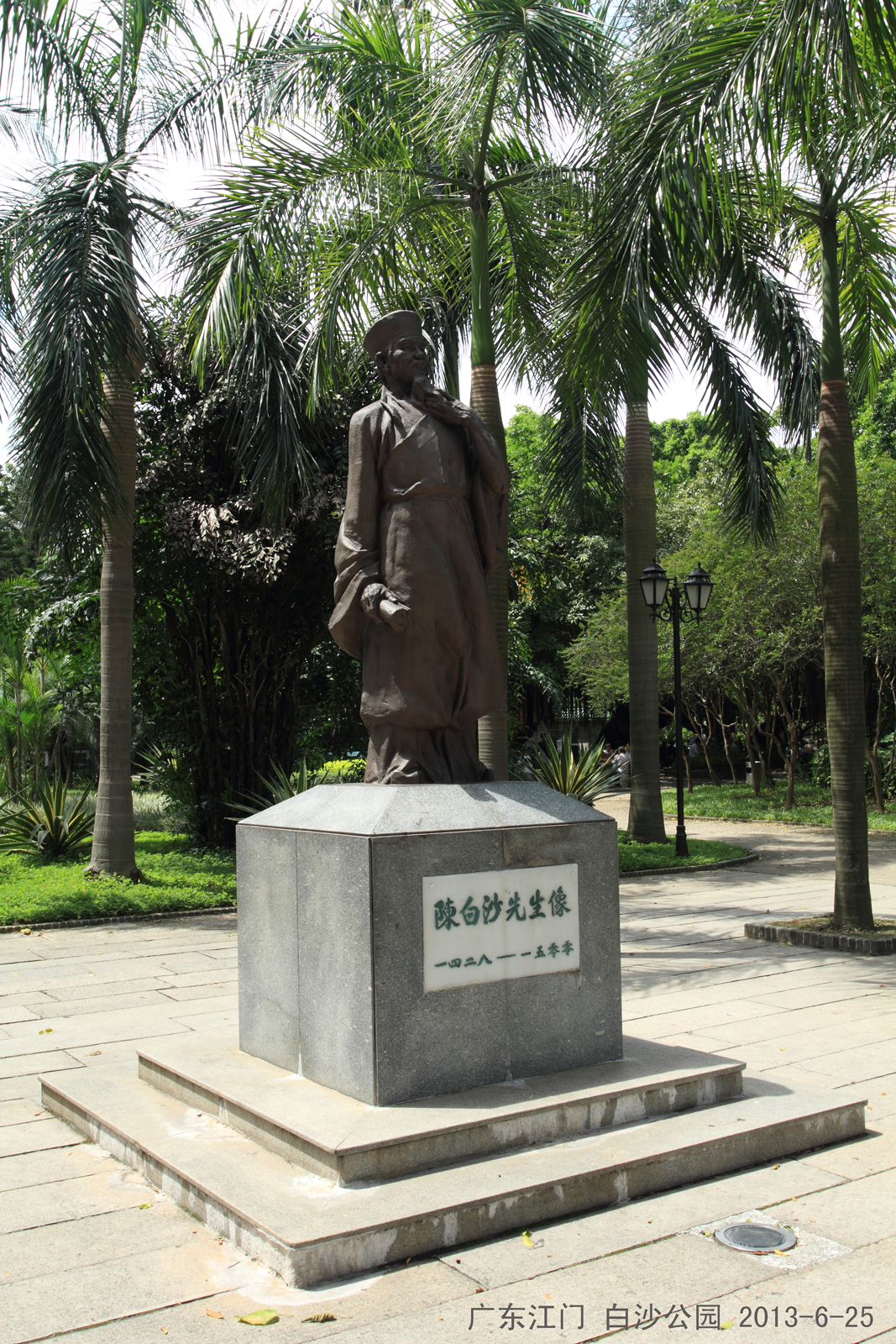
陈白沙紀念像

- 白沙公园/嘉會樓，明朝弘治甲寅年（1494年）建，位於江門市蓬江區江會路蓬江河河畔
- 陳白沙祠，萬曆十二年（1584年）建，位於今江門市郊白沙村。
- 新會商會陳白沙紀念中學：在香港南區黃竹坑邨深灣道1號的一所政府資助中學
- 白沙道：在香港灣仔區銅鑼灣的一條街道

## 研究書目
- 《白沙學刊》第1-4冊，白沙文化教育基金會，1963 ~ 1967年。
- 《陳白沙哲學思想研究》，章沛，廣東人民出版社，1984年6月。
- 《陳獻章集》（上、下），孫通海點校，中華書局，1987年1月。
- 《廣東大儒陳白沙》，陳占標，花城出版社，1993年8月。
- 《陳白沙詩文選》，關步勳，廣東人民出版社，1994年3月。
- 《陳白沙新論》，楊曙星、王偉雄，花城出版社，1995年。
- 《白沙采青》，歐鍔，中國華僑出版社，1997年9月。
- 《嶺南大儒陳白沙先生——白沙理學與江門學派》，張大年，飲水書室 ，1998年4月。
- 《陳白沙詩箋》，陳奇思，廣東人民出版社，1998年5月。
- 《陳獻章評傳》，黃明同，南京大學出版社，1998年。
- 《陳白沙心學價值審視》，劉興邦，湖南師範大學出版社，1999年。
- 《陳白沙詩學論稿》，章繼光，嶽麓書社，1999年。
- 《陳白沙研究論文集》，章繼光、劉興邦、張雲華， 湖南大學出版社，2001年10月。
- 《陳白沙與江門學派學術研討會論文集》，江門五邑炎黃文化研究會，中國文聯出版社， 2001年11月。
- 《陳白沙詩文箋疏》，江門市政協學習文史委員會，2003年。
- 《白沙心學與道家思想》，張雲華，廣州出版社，2004年10月。
- 《明代大儒陳白沙》，曹太乙，廣東人民出版社，2004年10月。
- 《明代心學宗師——陳獻章》，黃明同，廣東人民出版社，2005年7月。
- 《白沙心學》劉興邦，社會科學文獻出版社，2012年
- 《The Search for Mind：Chen Pai-sha, Philosoper-Poet》，Pau1Jiang,Singepore University Press